# Галушко, Николай Леонидович
Галушко Николай Леонидович (укр. Галушко Микола Леонідович; род. 5 декабря 1979, село Аргаяш, Аргаяшский район, Челябинская область) — украинский правоохранитель и бизнесмен, с 2019 года — Народный депутат Украины IX-го созыва от партии «Слуга народа».

## Биография
Николай Галушко родился 5 декабря 1979 года в селе Аргаяш Аргаяшского района Челябинской области Российской Федерации в семье советского милиционера Леонида Галушка.
Его отец, Леонид Николаевич по милицейской линии переведен в Украину, где он со временем дослужился до руководителя областного УБОПа. Связи с милицией помогли открыть в Киевской области свой бизнес — частную охранную фирму под названием «Галид».
В 2001 году Николай окончил Национальную академию внутренних дел по специальности «Правоведение». В 2002—2005 годах работал в УБОП ГУ МВД в Киевской области.
С 2017 года рядом с должностью директора ЧП «ГАЛИД» Николай Галушко параллельно был советником директора ГП спиртовой и ликероводочной промышленности «Укрспирт».
Окончил Институт высшей квалификации Киевского национального торгово-экономического университета (специальностью «Экономика»).
В 1997—2006 годах — прохождение службы в ОВД.
В 2006—2012 годах — исполнительный директор ООО «ГАЛИД».
В 2012—2017 годах — директор ЧП «ГАЛИД».

### Политическая карьера
Во время президентских выборов в марте 2019 года Владимир Зеленский назначил Николая Галушко своим доверенным лицом в 97 округе.
Член партии «Слуга народа».

## Депутат Верховной Рады IX созыва
20 июня 2019 года Николай Галушко подал документы в ЦИК и зарегистрировался кандидатом от партии «Слуга Народа» в мажоритарном округе № 97. На время выборов: директор ЧП «ГАЛИД», проживает в г. Бровары Киевской области. Беспартийный. Согласно официальным данным ЦИК он победил на выборах в Верховную Раду Украины, набрав более 38 % голосов избирателей.
Член Комитета Верховной Рады по вопросам правоохранительной деятельности.

## Личная жизнь
Был женат на Татьяне Галушко с 2011; развёлся в 2017 году. Имеет дочь Дарину 2012 года рождения.

## Скандалы
18 декабря 2020 года Галушко нецензурно общался с полицейскими, которые остановили его водителя за нарушение правил дорожного движения. Водитель нардепа по решению Печерского районного суда Киева был лишён прав на 1 год и заплатил 10 200 гривен штрафа за отказ пройти досмотр автомобиля.
После инцидента с нардепом, в МВД выступили с инициативой принять закон, предусматривающий штрафы за оскорбление полицейских.